# Parafia Chrystusa Króla w Żarnowie
Parafia pw. Chrystusa Króla w Żarnowie – parafia rzymskokatolicka z siedzibą w Żarnowie, należąca do dekanatu Wolin, archidiecezji szczecińsko-kamieńskiej, metropolii szczecińsko-kamieńskiej. W parafii posługują księża diecezjalni. Według stanu na październik 2018 proboszczem parafii był ks. Piotr Dzedzej. 
Kościołem parafialnym jest kościół pw. Chrystusa Króla, oprócz którego parafianie mają do dyspozycji dwa kościoły filialne:
- Kościół pw. Matki Boskiej Częstochowskiej w Koniewie[1]
- Kościół pw. św. Stanisława Kostki w Rzystnowie[1]